# 楊時寧
楊時寧（1539年—1609年），字子安，號小林，河南開封府祥符縣民籍江西鄱陽縣人，明朝政治人物。同進士出身。

## 生平
嘉靖四十年（1561年）辛酉科河南鄉試第七十八名舉人。隆慶二年（1568年）中式戊辰科會試第二百二十名，三甲第七十五名進士。授山西曲沃县知县，以治理优异，晋升吏部考功司主事。萬曆改元，张居正执政，前首辅高拱之黨被排挤，杨时宁降为两淮盐运司判官，历两浙運判、南京太僕寺丞，稍遷南京兵部武选司署郎中事主事，萬曆十四年（1586年）正月出为山西按察司佥事。十五年八月升陕西右參議，轉固原道兵备副使，值哱拜兵变，時寧督饷决策，從征有功，賜银币，加右参政銜。二十二年进本省按察使，二十三年三月以陕西奇捷功，加升右布政，十月晋升都察院右佥都御史、巡抚贵州，十二月改巡抚宁夏，二十五年七月以軍功升右副都御史，荫一子锦衣卫试百户。二十七年五月以阅视叙劳，加升兵部右侍郎銜，二十九年三月升兵部右侍郎、总督宣大山西等处，三十年闰二月论萬曆二十七年宁夏二次捷功，升兵部尚书、兼都察院右副都御史，仍总督宣大，赏银四十两，大红飞鱼服一袭，荫子杨汝敏指挥佥事世袭，十二月以边功加太子少保，三十二年四月三年考满，加太子太保，三十三年二月考察自陳，令致仕。十一月加太子太傅，由于继任者未至，而虏王再次要求明朝颁賜赏物，杨时宁加以拒绝，并严加兵备，敵酋知道难以冒犯，遂上表进贡鞍马弓矢，表示臣服。事情平定後，杨时宁辞任归乡，在城西建一别墅，与故旧聚会。萬曆三十七年（1609年）十一月去世，贈太保，予祭九坛造葬。著有《宁夏奏議》、《督撫奏議》、《三边圖説》。

## 家族
曾祖楊濬，良醫；祖父楊棨，良醫；父楊西山，儀賓。母餘姚縣君。具庆下。兄杨时誉（贡士）。弟杨时馨、杨时雍。